# Жавын Жууна
Жа́вын Жу́уна (монг. Жавын Жуунай) — знаменитый синьцзянский джангарчи.

## Биография
Жууна родился в 1925 году в Китайской республике на территории современного Хобоксар-Монгольского автономного уезда округа Чугучак Или-Казахского автономного округа Синьцзян-Уйгурского автономного района, в среднем торгутском хошуне. Отец Жууны, Жав, как и его дед Эрхэтай, были в фаворе у местного вана Орлогожава, тоже были джангарчи и служили при княжеском дворе; поэтому Орлогожав отдал за Жава свою младшую сестру. Их сын, Жууна, стал учеником писаря ванской канцелярии Улзийт-Гуздая, выучившись у него ясному письму. Начиная с 7 лет, во время ученичества у Улзийта, начал переписывать и учить наизусть эпосы «Гесер» и «Джангар», роман «Путешествие на Запад», сказания о Явган-мэргэне и Цэхэр-Сангаде и другие. В этот период Улзийт часто приглашал в гости знаменитых ховогсайрских джангарчи, Шара и Ш. Насана, чтобы они читали ему «Джангар»; и Жууна, слушая, учился у них.
С 1945 по август 1949 года Жууна пробыл писарем тысячника трёх хошунов Ховогсайра, в 1949—1964 годах — писарем во дворце культуры в Хобоксаре, сменил ещё несколько работ, и в конце концов стал скотоводом в Наринховоге. В октябре 1998 года по приглашению Национального музея этнографии в Осаке посетил Японию для исполнения Джангара, что стало первым выездом синцзянского джангарчи за пределы страны с момента образования КНР. 28 декабря 1998 года китайское общество джангароведения присвоило Жууне титул «прославленный джангарчи». В сентябре 2006 года, во время проведения международной джангароведческой конференции, в Ховогсайре был отпразднован его 82-й юбилей. Проживал Жуунай в Ховогсайре. Скончался в 2015 году.

## Публикации
В 2006 году профессор Внутреннемонгольского университета Д. Тая начал работу по публикации всех рукописей и сказок Жууны, издав во Внутреннемонгольском народном издательстве «Рукописный Джангар Жууны». Одна из исполняющихся Жууной сказок — «История воробья Сержя, птенца птахи Тиржя» (калм. Тирҗә торhан жулҗhн, Сержә богшрhин тууҗ оршв) в 2014 году впервые была издана на монгольском, калмыцком языках и в кратком изложении на русском языке в Элисте.